# Мариани, Карло Мария
Карло Мария Мариани (итал. Carlo Maria Mariani; 25 июля 1931, Рим — 20 ноября 2021) — итальянский художник, представитель постмодернизма.

## Биография
Родился в Риме в 1931 году. В 1955 году окончил римскую Академию художеств. Первый период творчества относился к суперреализму. В 1970-е гг. Мариани обратился к гиперманьеризму, или анахронизму, одному из течений постмодернистской живописи, предлагающему авторскую интерпретацию искусства прошлого. Новые произведения в стиле анахронизма принесли художнику широкую известность, он принимал участие в международных выставках, картины стали приобретаться частными коллекционерами и известными музеями. В 1994 году он переехал в Нью-Йорк. В 1998 году получил премию Фельтринелли за выдающиеся достижения в области визуального искусства.
Карло Мариани объединял в своих работах разные стили и художественные приёмы: примитивную скульптуру, отсылки к творчеству Дюрера и Джорджо де Кирико, классицизм, создавая полную смыслов и ассоциаций эстетическую среду, часто с элементами иронии.
Работы Мариани представлены в коллекциях музеев:
- «Documenta» Kassel Германия;
- Центр Помпиду, Париж;
- Hirshorn Museum, Вашингтон;
- Museum of Modern Art, Нью-Йорк;
- San Francisco Museum of Modern Art;
- Mathildenhohe Darmstadt, Германия;
- Los Angeles County Museum of Art;
- Frankfurt Kunstverein, Германия;
- Museum of Modern Art, Рим;
- Palais des Beaux Art, Charleroi Франция;
- Venice Biennial, Италия;
- California Center for the Arts;
- Frye Museum, Сиэтл;
- Oostende Museum of Modern Art, Бельгия;
- Philadelphia Museum of Art;
- Museum of Palazzo Te Mantova, Италия;
- Smithsonian National Portrait Gallery, Вашингтон.

Скончался К. М. Мариани 20 ноября 2021 года.